# José Quintero Parra

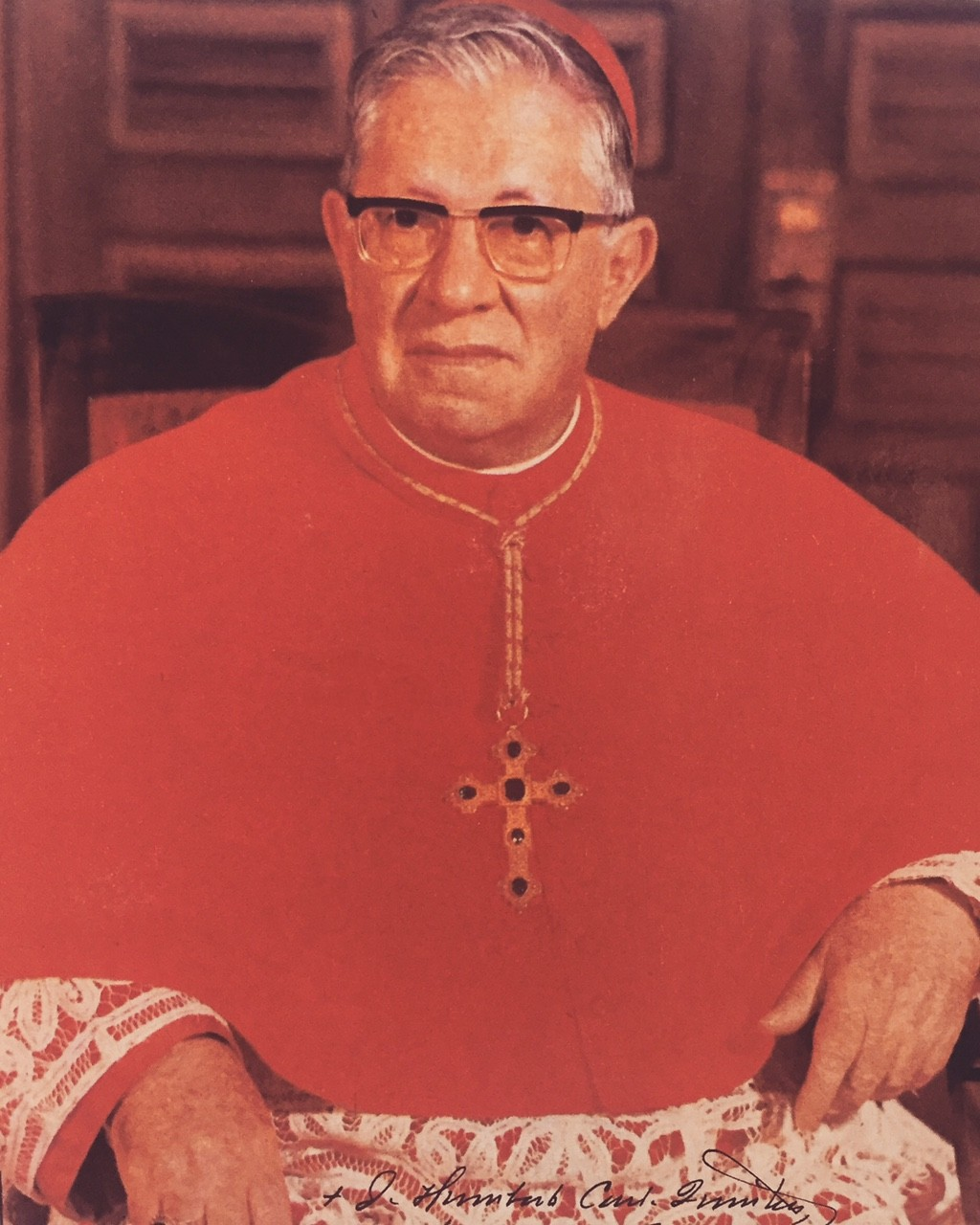
José Humberto Kardinal Quintero Parra (ca. 1961)

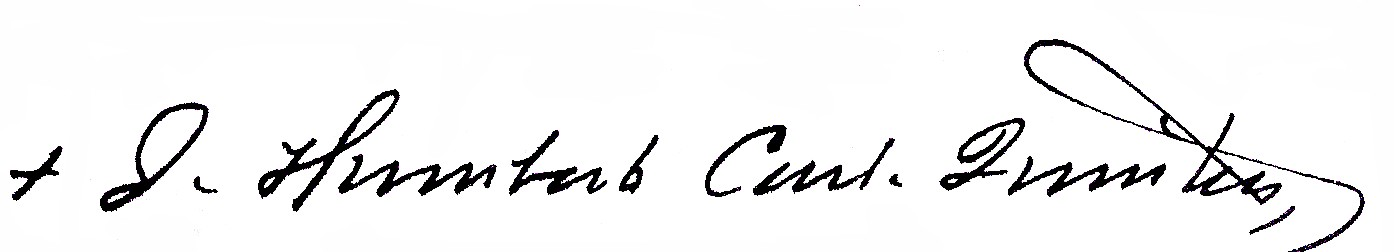
Signatur als Kardinal

Kardinalswappen

José Humberto Kardinal Quintero Parra (* 22. September 1902 in Mucuchíes, Venezuela; † 8. Juli 1984 in Caracas) war Erzbischof von Caracas.

## Leben
José Humberto Quintero Parra studierte Philosophie und Theologie am Priesterseminar in Mérida. An der Päpstlichen Universität Gregoriana wurde er in den Fächern Katholische Theologie und Kanonisches Recht promoviert. 1926 empfing er das Sakrament der Priesterweihe und wurde anschließend drei Jahre lang als Gemeindeseelsorger in der Erzdiözese Mérida eingesetzt. Von 1929 bis 1934 arbeitete er als persönlicher Sekretär des Erzbischofs von Mérida, in den Jahren 1929 bis 1953 war er am gleichen Ort Sekretär der Diözesankurie und Generalvikar.
1953 ernannte ihn Papst Pius XII. zum Titularerzbischof von Achrida und zum Koadjutorerzbischof von Mérida. Die Bischofsweihe spendete ihm am 6. Dezember 1953 in Rom Kardinal Adeodato Giovanni Piazza, Bischof von Sabina e Poggio Mirteto, Mitkonsekratoren waren Erzbischof Luigi Centoz, früherer Nuntius in Venezuela, und Erzbischof Giuseppe Misuraca, ebenfalls vormaliger Nuntius in Venezuela. 1960 beauftragte ihn Papst Johannes XXIII. mit der Leitung des Erzbistums Caracas und nahm ihn am 16. Januar 1961 als Kardinalpriester mit der Titelkirche Santi Andrea e Gregorio al Monte Celio in das Kardinalskollegium auf. Er nahm in den Jahren 1962 bis 1965 an allen Sitzungsperioden des Zweiten Vatikanischen Konzils teil und leitete von 1958 bis 1961 die Bischofskonferenz seines Heimatlandes. Er nahm an den Konklaven von 1963, vom August 1978 und vom Oktober 1978 teil.
1980 nahm Papst Johannes Paul II. sein aus Altersgründen bedingtes Rücktrittsgesuch an. José Humberto Quintero Parra starb am 8. Juli 1984 in Caracas und wurde in der Kathedrale von Caracas beigesetzt.